# La caduta dei re
La caduta dei re è un libro di David Gemmell che fa parte di una trilogia sulla città di Troia iniziata con Il signore di Troia e proseguita con L'ombra di Troia
Questo volume conclusivo del ciclo di Troia è stato completato da Stella Gemmel, moglie di David che aveva già collaborato con lui alla stesura degli altri due episodi, a causa della morte prematura dell'autore.

## Trama
Il racconto prosegue da dove era stato interrotto. Agamennone sta attaccando la Dardania, ma Elicaone interviene in tempo con la sua nave, la Xanto. Questo si dirige poi a Troia e durante l'inverno intraprende un viaggio verso l'isola di Tera per condurre Cassandra, la figlia di Priamo, per diventare una sacerdotessa, e Andromaca. Ma la guerra è presto sul punto di riprendere e stavolta avrà una conclusione.

## Edizioni
- David Gemmell e Stella Gemmell, La caduta dei re, traduzione di Nicolina Pomilio, Edizioni Piemme,  pp. 509, cap. 37, ISBN 978-88-384-8693-7.